# Kai Trewin
Kai Trewin, né le 18 mai 2001 à Batemans Bay en Australie, est un footballeur australien qui évolue au poste de défenseur central à Melbourne City.

## Biographie

### En club
Né à Batemans Bay en Australie, Kai Trewin est formé au Centre of Excellence avant de commencer sa carrière au Brisbane Roar. Il joue son premier match en professionnel le 6 mars 2020, à l'occasion d'une rencontre de championnat face aux Western Sydney Wanderers. Il entre en jeu à la place de Scott McDonald et son équipe s'impose par trois buts à un.
Il s'impose en équipe première au cours de l'année 2021.
Trewin marque son premier but en professionnel le 10 février 2024 face à Melbourne City, en championnat. Titulaire, il participe à la victoire de son équipe par cinq buts à un.
Après une belle saison 2023-2024 Kai Trewin figure dans l'équipe All-star du championnat.

### En sélection nationale
En 2022, Kai Trewin représente l'équipe d'Australie des moins de 23 ans.